# Rio Imja

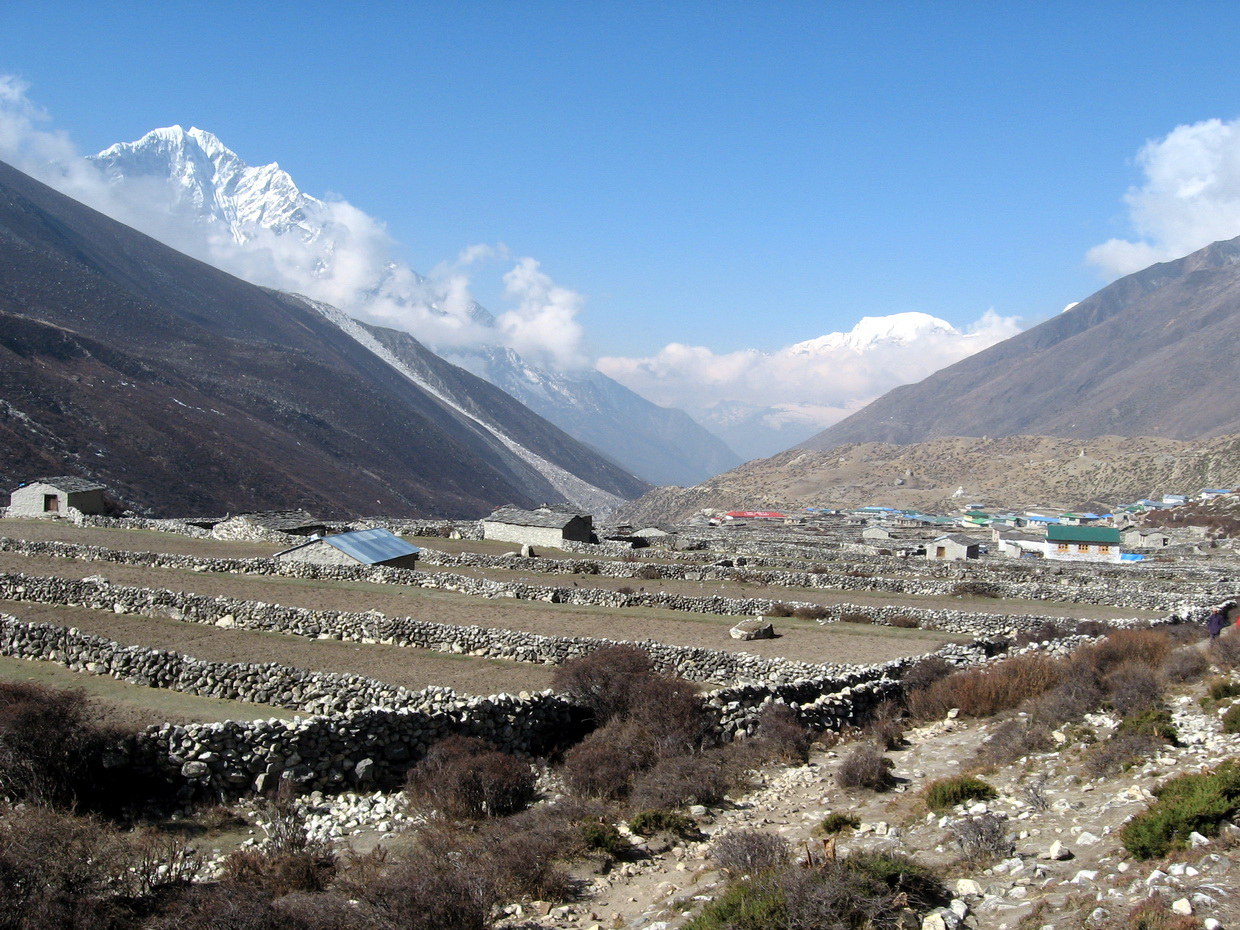
Vilarejo de Dingboche, nas margens do rio Imja

O rio Imja ou Imja Khola (Predefinição:Lang-np) é um afluente do  Dudh Kosi em Nepal, ele nasce na cordilheira do Himalaia perto das encostas sul do Monte Everest.

## Curso
O rio Imja nasce no lago Imja Tsho, que é formado principalmente pela aguas da geleira Imja, ele flue na direção sudoeste passando ao sul do vilarejo de Dingboche, em seguida ele se funde com o rio Lobuche, que corre para o sul, sendo este formado pelas aguas da geleira do Khumbu.
Em seguida corre para o sul até sua confluência com o rio Dudh Kosi perto do vilarejo de  Tengboche, sendo este é um afluente do rio Ganges.
Coordenadas do rio Imja na confluência com o rio Duth Kosi: 27° 47′ 35″ N, 86° 42′ 58″ L.

## Trekking
O Imja Khola está na rota de trekking na região que leva ao  acampamento base do Everest, entre Tengboche e Dingboche em 4.360 metros, e também na rota de trekking para as montanhas Chukhung e Imja Tse (Island peak).  Existe um mosteiro em Pangboche em 3900 metros (12800 pés)